# David Appel
David Appel (* 21. Mai 1981 in Kuřim, Tschechoslowakei) ist ein ehemaliger tschechischer Eishockeyspieler, der zuletzt in der Saison 2013/14 beim EHC Freiburg in der Eishockey-Oberliga auf der Position des Stürmers spielte. 

## Karriere
Appel durchlief zunächst die Jugendmannschaften des HC Kometa Brno, ehe er in der Saison 1997/98 sein Debüt beim HC Kometa Brno in der zweitklassigen tschechischen 1. Liga gab und während der Saison auf insgesamt vier Einsätze kam. Nach nur einer Saison wechselte er in die erstklassige Extraliga zum HC Třinec. Dort kam er in der Saison 1999/2000 auf 18 Einsätze und erzielte zwei Punkte. In der kommenden Saison stand Appel 35 Mal für den HC Třinec auf dem Eis sowie 12 Mal für den HC Ytong Brno aus der 1. Liga. Die Saison 2001/02 war für Appel ein von Wechseln geprägtes Jahr. Die Saison begann er noch beim HC Třinec, wechselte nach 17 Spielen zunächst für nur acht Spiele zum Ligakonkurrenten HC Karlovy Vary, ehe er die Saison nach weiteren nur sieben Einsätzen beim HC Litvínov aus der Extraliga beendete.
Die Saison 2002/03 begann er beim zweitklassig spielenden SK Kadaň. In 25 Spielen erzielte er 19 Punkte, woraufhin er noch während der Saison zum HC Havířov in die Extraliga wechselte. Hier kam er auf nur acht Einsätze und begann die folgende Saison wieder bei einem neuen Verein, dem HC Slovan Ústečtí Lvi aus der 1. tschechischen Liga. Hier verblieb er die ganze Saison und erzielte in insgesamt 48 Spielen 26 Punkte, woraufhin er zur Saison 2004/05 beim Extraligisten HC Dukla Jihlava anheuerte, doch nach nur vier Spielen wechselte er zu seinem Heimatverein den HC Kometa Brno in die 1. tschechische Liga, wo er die nächsten Jahre bis 2008 sehr erfolgreich auf dem Eis stand. Außerdem wurde ihm das Amt des A-Captains von 2004 bis 2007 anvertraut. Doch noch während der Saison 2007/08 wechselte Appel zum Ligakonkurrenten HC Berounští Medvědi. Zur Saison 2008/09 wechselte Martin abermals, diesmal aber zum MHC Martin in die slowakische Extraliga. 
Die nächsten Jahre spielte er sehr erfolgreich in der Slowakei, bis im Juli 2011 bekannt wurde, dass Appel zum SC Riessersee in die 2. Eishockey-Bundesliga nach Deutschland wechselt. In seiner Debütsaison kam Appel auf Anhieb unter die besten Torschützen und trug mit seinen Treffern seinen Teil zum Klassenerhalt der Werdenfelser bei. Anfang März 2013 beendete Appel vorzeitig sein Engagement beim SC Riessersee, weil er persönlich mit seiner Situation unzufrieden war. In der Saison 2013/14 lief David Appel in der Eishockey-Oberliga für den EHC Freiburg auf. 

## Erfolge und Auszeichnungen
- 2005 Topscorer der 1. tschechischen Liga

## Karrierestatistik
(Legende zur Spielerstatistik: Sp oder GP = absolvierte Spiele; T oder G = erzielte Tore; V oder A = erzielte Assists; Pkt oder Pts = erzielte Scorerpunkte; SM oder PIM = erhaltene Strafminuten; +/− = Plus/Minus-Bilanz; PP = erzielte Überzahltore; SH = erzielte Unterzahltore; GW = erzielte Siegtore; 1 Play-downs/Relegation; Kursiv: Statistik nicht vollständig)